# Fetter Schrier Hoblitzell
Fetter Schrier Hoblitzell (ur. 7 października 1838 w Cumberland, Maryland, zm. 2 maja 1900 w Baltimore, Maryland) – amerykański prawnik i polityk, członek Partii Demokratycznej. W latach 1881–1885 był przedstawicielem trzeciego okręgu wyborczego w stanie Maryland w Izbie Reprezentantów Stanów Zjednoczonych.